# Sân bay quốc tế Vancouver
Sân bay quốc tế Vancouver (IATA: YVR, ICAO: CYVR) là một sân bay quốc tế nằm trên đảo biển ở Richmond, British Columbia, Canada, khoảng 12 km (7,5 dặm) từ trung tâm Vancouver. Trong năm 2010, nó là sân bay bận rộn nhất thứ hai tại Canada về số lượt chuyến bay (296.511 lượt chuyến) và số lượng hành khách (16,8 triệu lượt khách), sau sân bay quốc tế Toronto Pearson, với các chuyến bay thẳng hàng ngày đến châu Á, châu Âu, châu Đại Dương, Hoa Kỳ và Mexico, và các sân bay khác trong Canada. Sân bay đã giành được giải thưởng đáng chú ý về sân bay quốc tế tốt nhất; nó đã giành được giải nhất Bắc giải thưởng sân bay Mỹ trong năm 2010 bởi Skytrax, đây là lần thứ hai sân bay đã nhận được vinh dự này (đầu tiên là vào năm 2007) YVR cũng vẫn giữ được sự khác biệt Sân bay Canada xuất sắc nhất trong các kết quả trong khu vực. Nó là một trung tâm cho Air Canada, Air Canada Jazz và Air Transat cũng như một thành phố tập trung cho WestJet. Sân bay quốc tế Vancouver là một trong tám sân bay Canada có cơ sở Preclearance biên giới Mỹ. Sân bay quốc tế Vancouver (YVR) được đặt bầu chọn là "sân bay tốt nhất ở Bắc Mỹ".
Sân bay quốc tế Vancouver thuộc sở hữu của Transport Canada và được quản lý bởi Cơ quan sân bay quốc tế Vancouver, ũng quản lý các sân bay khác trên thế giới thông qua công ty con Vancouver Airport Services của nó.

## Lịch sử
Vào năm 1927, Charles Lindbergh đã từ chối bao gồm Vancouver trong chuyến lưu diễn Bắc Mỹ của mình vì thiếu một sân bay thích hợp. Hai năm sau, thành phố mua đất trên biển đảo cho các mục đích hàng không, thay thế các đường băng cỏ ban đầu tại Minoru công viên. Trong chiến tranh thế giới thứ II, các sân bay và thiết bị đầu cuối ban đầu của nó, bây giờ Terminal Nam, sẽ được cho thuê đối với chính phủ liên bang, và hoạt động do Bộ Quốc phòng và Bộ Giao thông vận tải. Sân bay này là một cơ sở cho Hoàng gia Canada đào tạo lực lượng không quân, các phi hành đoàn và gia đình của họ được đặt trong một townsite mới trên đảo, tên là Burkeville sau chủ tịch Boeing Stanley Burke. Kinh phí từ thuê được sử dụng để mua thêm đất cho nhà chứa máy mới và một nhà máy sản xuất máy bay Boeing của Canada.
Nhà ga hiện nay chính là hoàn thành trong năm 1968, và kể từ đó đã được mở rộng để bao gồm các nhà ga hàng không riêng biệt trong nước và quốc tế. Một đường băng phía bắc được hoàn thành vào năm 1996.

## Cửa ngõ
Do vị trí gần với châu Á trong mối quan hệ với phần còn lại của Canada, YVR là cửa ngõ chính giữa Canada và châu Á. Nó có các chuyến bay của Liên minh hơn bất kỳ sân bay khác ở Canada. Số lượng khá lớn của châu Á Canada sống tại Metro Vancouver đóng góp với số lượng lớn các chuyến bay cũng.
Ngày 01 tháng ba 2010 một ngày sau khi kết thúc Thế vận hội Mùa đông 2010, YVR được dự kiến sẽ thiết lập một kỷ lục về lưu lượng truy cập hàng ngày, với mức tăng ước tính khoảng 39.000 hành khách đi, cộng thêm với mức trung bình hàng ngày năm 2009 là 22.000 khách.

## Các hãng hàng không và tuyến bay

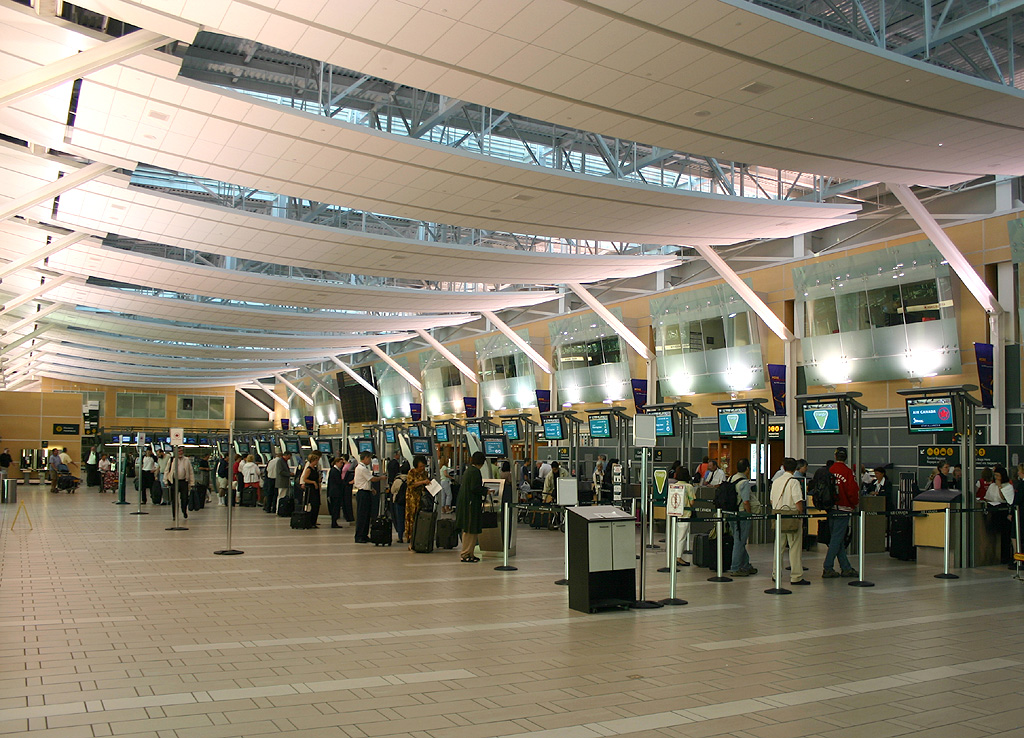
Khu vực làm thủ tục lên máy bay của Air Canada tại nhà ga quốc nội.

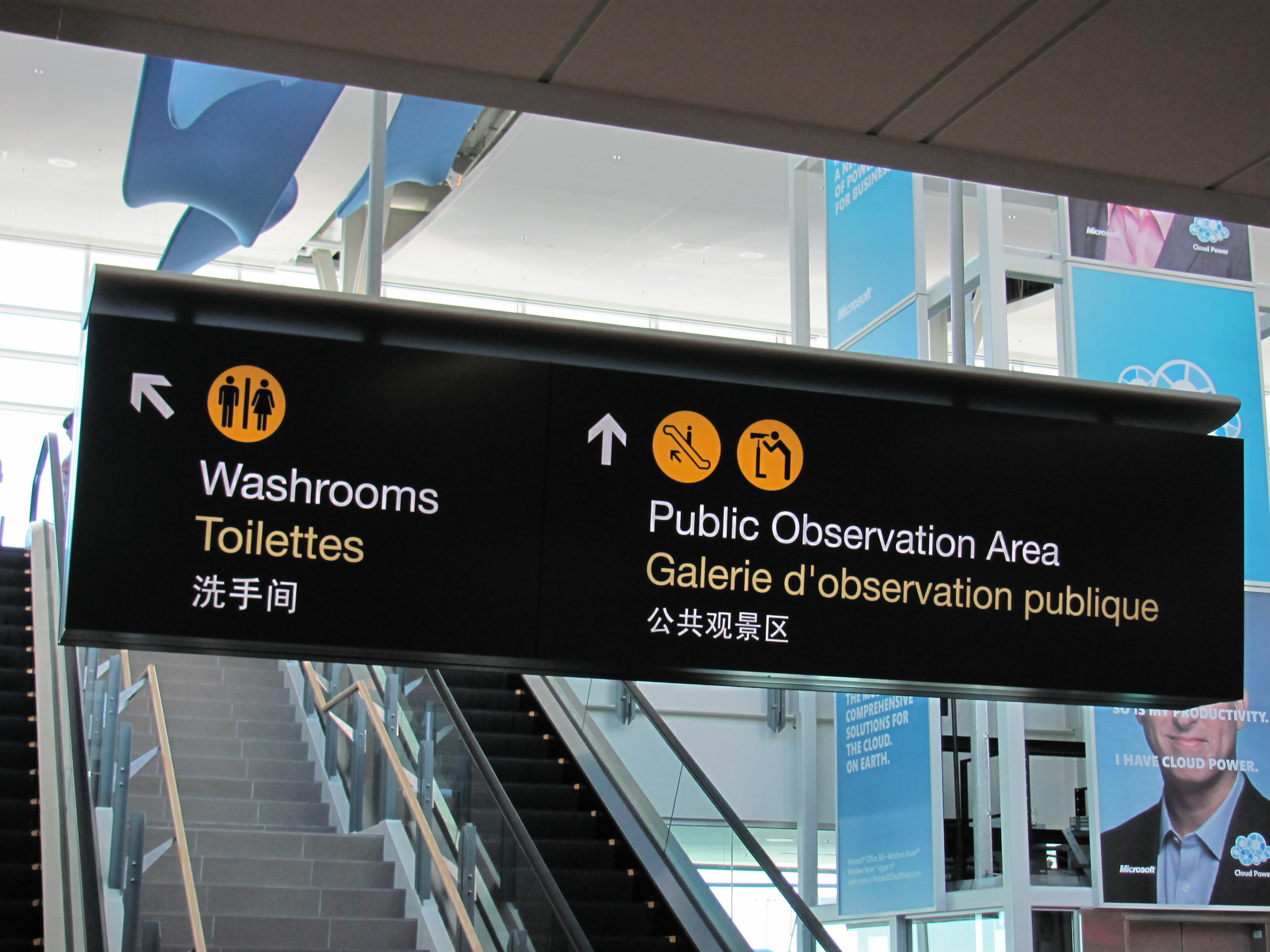
Các chỉ dẫn ở sân bay bằng ba thứ tiếng (Anh, Pháp, Trung).

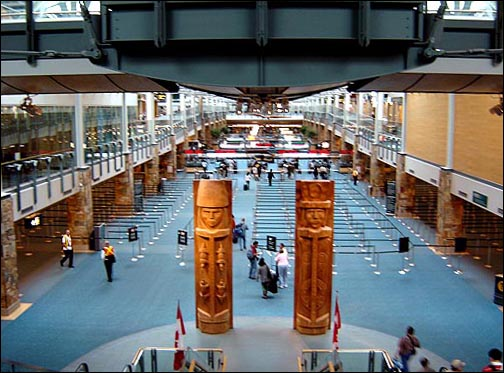
Sảnh đến quốc tế

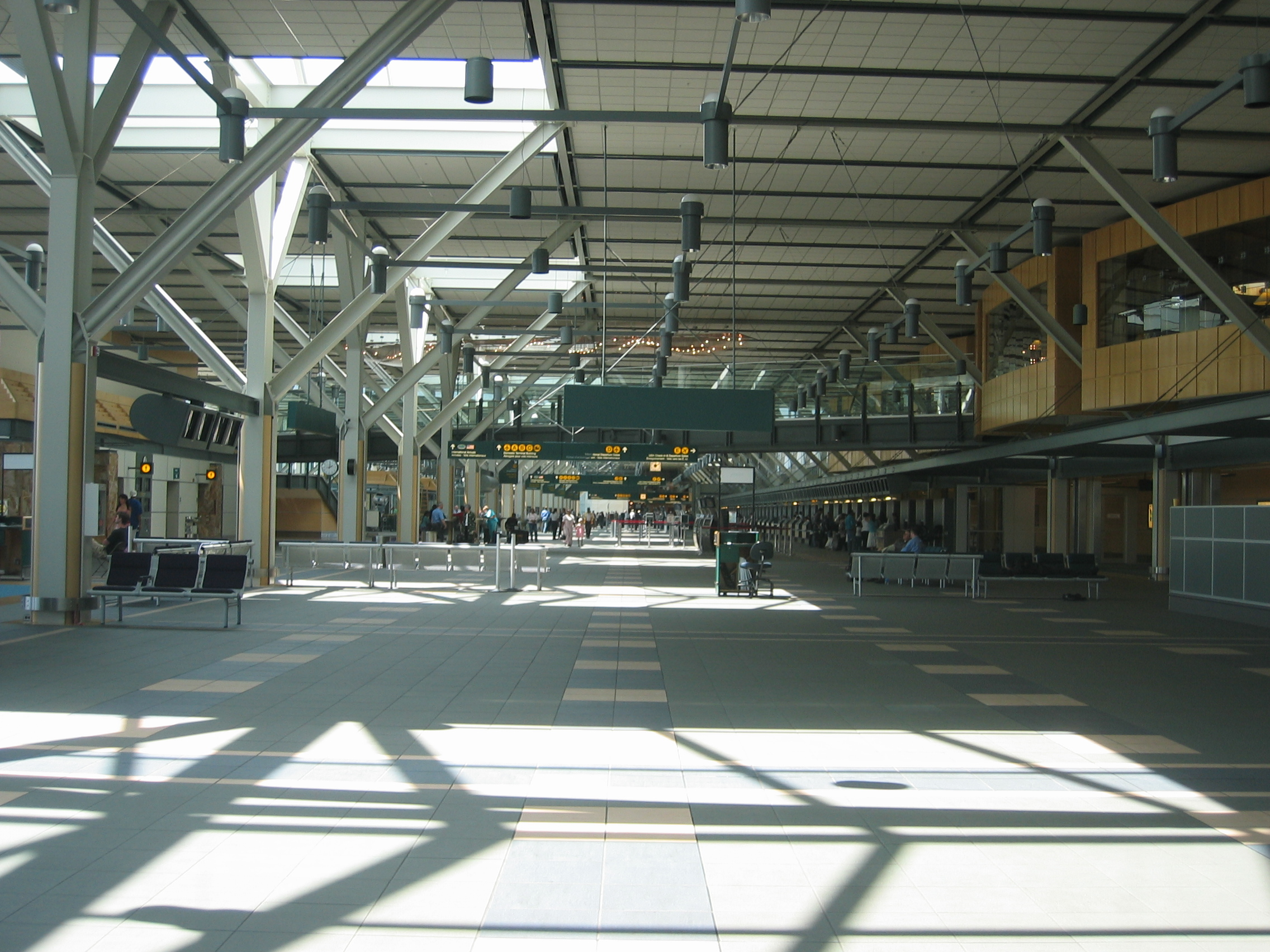
Khu làm thủ tục trước Hoa Kỳ ở sảnh làm thủ tục lên máy bay.

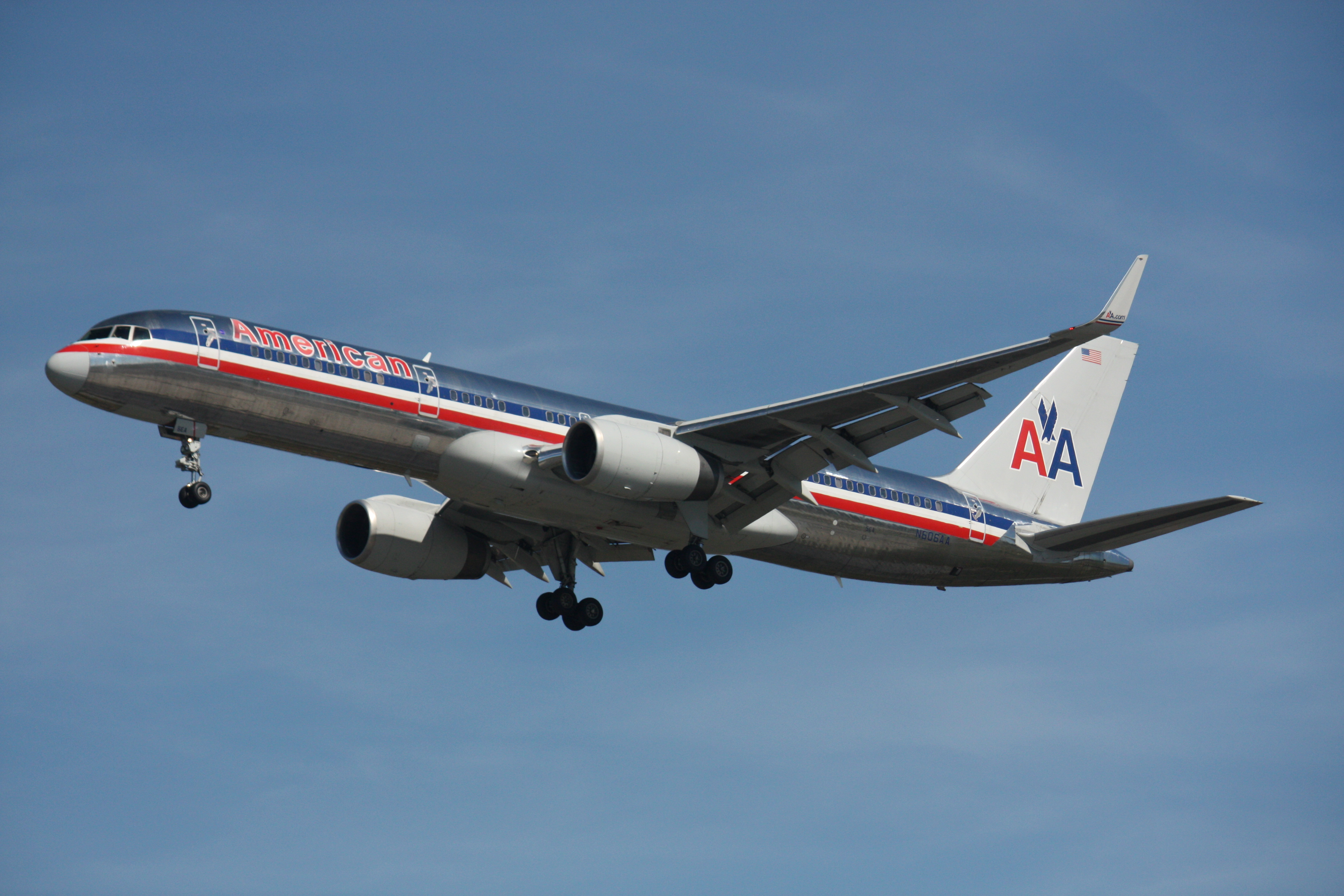
American Boeing 757 hạ cánh

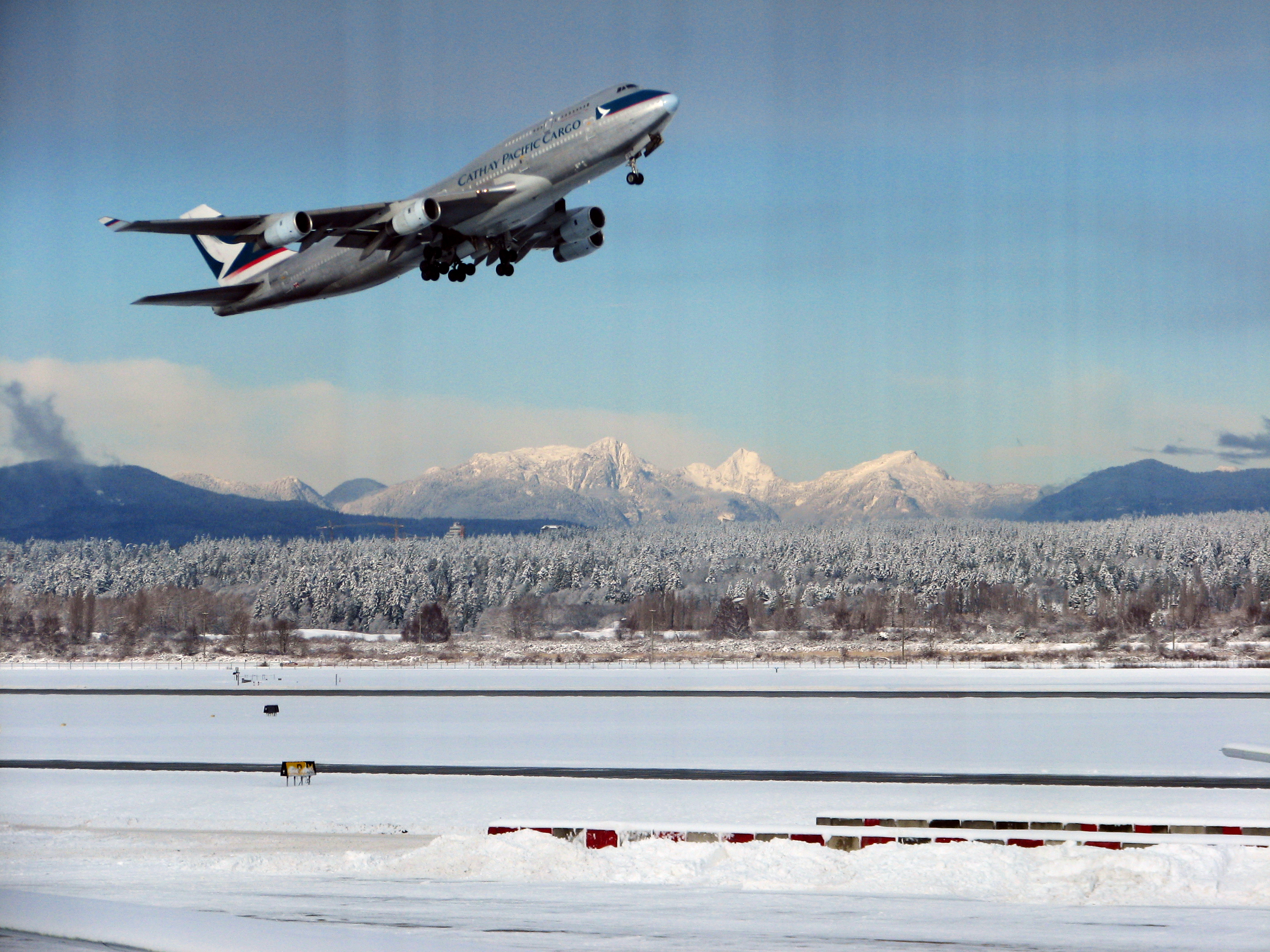
Máy bay vận chuyển hàng của Cathay Pacific cất cánh trong ngày có tuyết

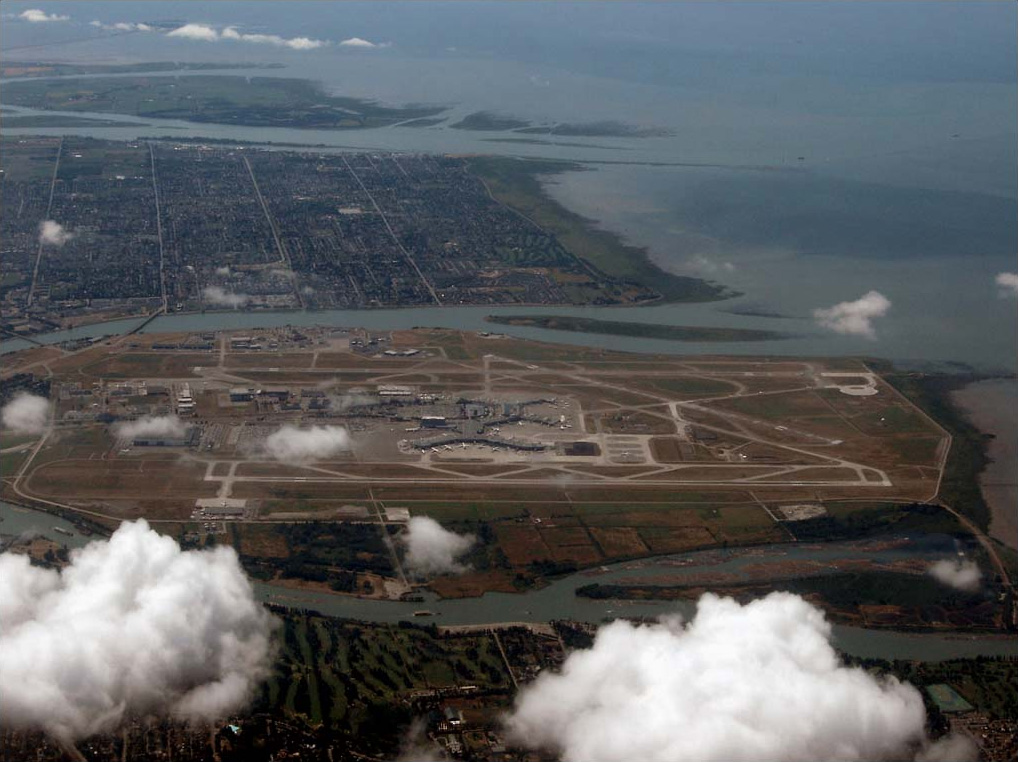
Chụp từ trên cao

### Hành khách
| Hãng hàng không                          | Các điểm đến | Ga                                              |
| ---------------------------------------- | --- | ----------------------------------------------- |
| Air Canada                               | Bắc Kinh-Thủ đô, Calgary, Edmonton, Hong Kong, Kelowna, London–Heathrow, Thành phố México, Montréal–Trudeau, Newark, Ottawa, Seoul–Incheon, Thượng Hải-Phố Đông, Sydney, Tokyo–Narita, Toronto–Pearson, Whitehorse, Winnipeg Theo mùa: Ixtapa/Zihuatanejo, Kailua-Kona, San José del Cabo                         | Nội địa-C Quốc tế-D Xuyên biên giới-E           |
| Air Canada Express                       | Castlegar, Comox (bắt đầu từ ngày 1/5/2015), Cranbrook, Fort McMurray, Fort St. John, Kamloops, Kelowna, Nanaimo, Penticton, Portland (OR), Prince George, Prince Rupert, Regina, Sandspit, Saskatoon, Seattle/Tacoma, Smithers, Terrace, Victoria, Whitehorse Theo mùa: Calgary                                  | Nội địa-C Xuyên biên giới-E                     |
| Air Canada Rouge                         | Honolulu, Kahului, Las Vegas, Los Angeles, San Francisco Theo mùa: Anchorage, Osaka-Kansai (bắt đầu từ ngày 1/5/2015), Palm Springs, Phoenix, Puerto Vallarta | Quốc tế-D Xuyên biên giới-E                     |
| Air China                                | Bắc Kinh-Thủ đô | Quốc tế-D                                       |
| Air France                               | Paris–Charles de Gaulle (bắt đầu từ ngày 29/3/2015) | Quốc tế-D                                       |
| Air New Zealand                          | Auckland | Quốc tế-D                                       |
| Air North                                | Whitehorse | Nội địa-B                                       |
| Air Transat                              | London–Gatwick Theo mùa: Amsterdam, Calgary, Cancún, Glasgow–International, Manchester (UK), Paris–Charles de Gaulle, Puerto Vallarta | Nội địa-B Quốc tế-D                             |
| Air Transat vận hành bởi Enerjet         | Calgary, Edmonton, Toronto | Nội địa-B                                       |
| Alaska Airlines                          | Los Angeles | Xuyên biên giới-E                               |
| Alaska Airlines vận hành bởi Horizon Air | Portland (OR), Seattle/Tacoma | Xuyên biên giới-E                               |
| All Nippon Airways                       | Tokyo–Haneda | Quốc tế-D                                       |
| American Airlines                        | Dallas/Fort Worth | Xuyên biên giới-E                               |
| American Eagle                           | Los Angeles | Xuyên biên giới-E                               |
| British Airways                          | London–Heathrow | Quốc tế-D                                       |
| Cathay Pacific                           | Hong Kong, New York–JFK | Quốc tế-D                                       |
| Central Mountain Air                     | Campbell River, Comox, Dawson Creek, Quesnel, Williams Lake | Nội địa-B                                       |
| China Airlines                           | Đài Bắc-Đào Viên | Quốc tế-D                                       |
| China Eastern Airlines                   | Côn Minh (bắt đầu từ ngày 26/6/2015), Thượng Hải-Phố Đông | Quốc tế-D                                       |
| China Southern Airlines                  | Quảng Châu | Quốc tế-D                                       |
| Condor                                   | Theo mùa: Frankfurt | Quốc tế-D                                       |
| Corilair                                 | Campbell River | Nam                                             |
| Delta Air Lines                          | Theo mùa: Atlanta, Detroit, Minneapolis/St Paul, New York–JFK, Salt Lake City | Xuyên biên giới-E                               |
| Delta Connection                         | Los Angeles, Minneapolis/St. Paul, Salt Lake City, Seattle/Tacoma | Xuyên biên giới-E                               |
| Edelweiss Air                            | Theo mùa: Zürich | Quốc tế-D                                       |
| EVA Air                                  | Đài Bắc-Đào Viên | Quốc tế-D                                       |
| Gulf Island Seaplanes                    | Sân bay quốc tế Gabriola Island (Silva Bay) | Nam                                             |
| Harbour Air                              | Ganges Harbour, Sân bay quốc tế Galiano Island, Miners Bay, Sân bay quốc tế Saturna Island, Bedwell Harbour, Victoria Harbour, Nanaimo | South                                           |
| Hawkair                                  | Prince Rupert, Smithers, Terrace | Nội địa-B                                       |
| HeliJet                                  | Victoria Harbour, Vancouver Harbour | Nam                                             |
| Icelandair                               | Theo mùa: Reykjavík–Keflavík | Quốc tế-D                                       |
| Island Express Air                       | Abbotsford, Nanaimo, Victoria, Tofino | Nam                                             |
| Japan Airlines                           | Tokyo–Narita | Quốc tế-D                                       |
| KLM                                      | Amsterdam | Quốc tế-D                                       |
| Korean Air                               | Seoul–Incheon | Quốc tế-D                                       |
| Lufthansa                                | Frankfurt Theo mùa: Munich | Quốc tế-D                                       |
| Orca Airways                             | Qualicum Beach, Tofino, Victoria | Nam                                             |
| Pacific Coastal Airlines                 | Anahim Lake, Bella Coola, Campbell River, Comox, Cranbrook, Masset, Port Hardy, Powell River, Trail, Victoria, Williams Lake | Nam                                             |
| Philippine Airlines                      | Manila, New York–JFK | Quốc tế-D                                       |
| Qantas                                   | Theo mùa: Sydney | Quốc tế-D                                       |
| Salt Spring Air                          | Ganges Harbour, Maple Bay, Victoria | Nam                                             |
| Seair Seaplanes                          | Bedwell Harbour, Sân bay quốc tế Galiano Island, Ganges Harbour, Miners Bay, Nanaimo, Port Washington, Sân bay quốc tế Saturna Island, Sân bay quốc tế Thetis Island | Nam                                             |
| Sichuan Airlines                         | Chengdu, Shenyang | Quốc tế-D                                       |
| United Airlines                          | Chicago–O'Hare, Denver, Houston–Intercontinental, San Francisco Theo mùa: Newark, Washington–Dulles | Xuyên biên giới-E                               |
| United Express                           | Denver, Los Angeles, San Francisco | Xuyên biên giới-E                               |
| US Airways                               | Phoenix | Xuyên biên giới-E                               |
| US Airways Express                       | Phoenix | Xuyên biên giới-E                               |
| West Coast Air                           | Nanaimo, Sechelt, Victoria Harbour | Nam                                             |
| WestJet                                  | Calgary, Cancún, Edmonton, Honolulu, Kahului, Kailua-Kona, Kelowna, Las Vegas, Lihue, Los Angeles, Orange County, Palm Springs, Puerto Vallarta, Toronto–Pearson, Winnipeg Theo mùa: Chicago–O'Hare, Mazatlán, Montréal–Trudeau, Ottawa, Phoenix, Regina, San Francisco, San José del Cabo, Saskatoon, Whitehorse | Nội địa-B Nội địa-C Quốc tế-D Xuyên biên giới-E |
| WestJet Encore                           | Fort McMurray, Fort St. John, Kelowna, Prince George, Terrace, Victoria Theo mùa: Calgary, Edmonton | Nội địa-A                                       |

### Thuê chuyến

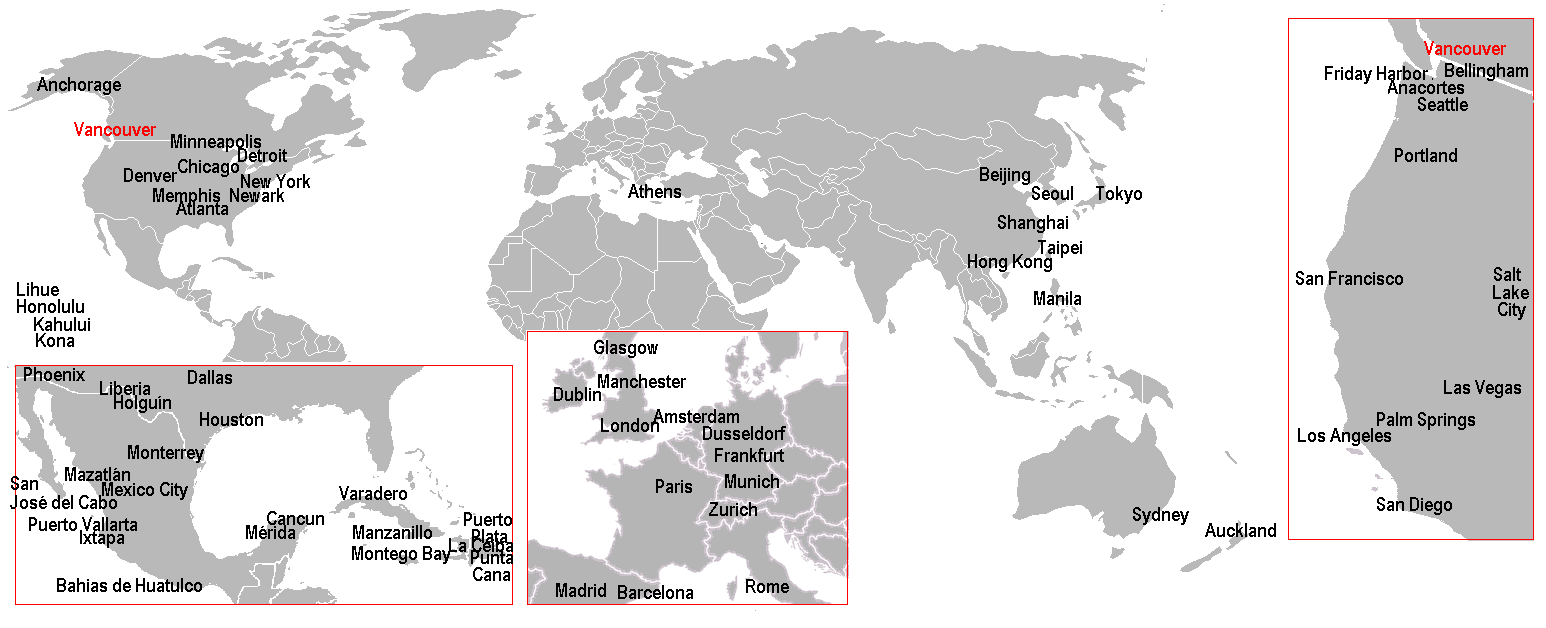
Các thành phố với các tuyết bay thẳng với sân bay quốc tế Vancouver

| Hãng hàng không                     | Các điểm đến | Terminal             |
| ----------------------------------- | --- | -------------------- |
| Air North                           | Theo mùa Thuê chuyến: Masset, Sandspit | Nam                  |
| Canadian North                      | Thuê chuyến: Kelowna, Kamloops | Nam                  |
| First Air                           | Theo mùa Thuê chuyến: Edmonton, Yellowknife | Nội địa-B            |
| Flair Airlines                      | Thuê chuyến: Kelowna, Comox, Fort Nelson, Victoria                                                                                                | Nam                  |
| Island Air Inc.                     | Thuê chuyến: Friday Harbor and Various Locations in Pacific Northwest                                                                             | Nam                  |
| Kelowna Flightcraft Air Thuê chuyến | Thuê chuyến: Masset, Sandspit, Kelowna | Nam                  |
| Miami Air International             | Theo mùa Thuê chuyến: Anchorage, Ketchikan, Miami, Nome                                                                                           | Xuyên biên giới-E    |
| Northern Thunderbird Air            | Thuê chuyến: Mackenzie, Prince George, Smithers                                                                                                   | Nam                  |
| Ocean Air Floatplanes               | Thuê chuyến: sân bay quốc tế Gulf Islands, Sân bay quốc tế Vancouver Island and Coastal British Columbia                                          | Nam                  |
| Pat Bay Air                         | Thuê chuyến: Cowichan Bay, Victoria Harbour, Victoria                                                                                             | Nam                  |
| Rite Brothers Aviation              | Thuê chuyến: Port Angeles và nhiều điểm ở Pacific Northwest                                                                                       | Nam                  |
| San Juan Airlines                   | Thuê chuyến: Anacortes, Bellingham, Seattle-Boeing Field/King County Airport, Friday Harbor                                                       | Nam                  |
| Sunwing Airlines                    | Thuê chuyến: Cancún, Puerto Vallarta Theo mùa Thuê chuyến: Freeport, Huatulco, Ixtapa/Zihuatanejo, Los Cabos, Mazatlán, Toronto–Pearson, Varadero | Nội địa-B, Quốc tế-D |
| Tofino Air                          | Thuê chuyến: Nanaimo Harbour, Sechelt, Tofino | Nam                  |
| Whistler Air                        | Thuê chuyến: Whistler/Green Lake | Nam                  |
| VanCity Seaplanes                   | Thuê chuyến: Various Locations in British Columbia South Coast Region                                                                             | Nam                  |